# Anders Bjørn Drachmann
Anders Bjørn Drachmann (27. februar 1860 i København – 22. august 1935 på Haraldsgave i Bagsværd) var en dansk klassisk filolog.
A.B. Drachmann studerede klassisk filologi og vandt i 1887 i en konkurrence om et professorat ved Kristianias Universitet, men blev ikke desto mindre forbigået til fordel for nordmanden L. B. Stenersen, hvilket fik Elias Blix til at forlade regeringen i protest.
Han blev dr.phil. i 1891 med afhandlingen Moderne Pindarfortolkning og blev siden i 1892 docent ved Københavns Universitet og 1905 ekstraordinær professor og 1917 ordinær professor. Han var præsident for Videnskabernes Selskab 1933-1934.

## Familie og opvækst
Søn af lægen Andreas Georg Drachmann (1810-1892) og hans anden kone Clara Josephine Sørensen (1836-1895)
Anders var halvbror til pædagog og kvindesagsforkæmper Erna Juel-Hansen og digteren Holger Drachmann, fætter til politikeren Viggo Hørup, samt Viggos kone, viceskoleinspektøren Emma Hørup, og elskerinde, lærer Henriette Steen.

## Biografi
Han har udgivet en række værker inden for klassisk filologi og har desuden medvirket til at udgive Kierkegaard:
- Catuls Digtning i forhold til den tidligere græske og latinske Litteratur, Kbh. 1887
- Guderne hos Vergil, Kbh. 1887
- Moderne Pindarfortolkning: Kritiske og positive Bidrag, Kbh. 1891
- Fra den romerske Kejsertid: Kulturbilleder, Kbh. 1900, 1903
- Romersk Statsforvaltning : fremstillet til Brug for Studerende, Kbh. 1903
- Scholia vetera in Pindari carmina, bd. 1-3, Leipzig 1903-27
- Græsk og romersk Religion, Kbh. 1907
- Kristendommens Oprindelse, Kbh. 1908
- Pindar som Digter og Menneske: En Skizze, Kbh. 1910
- Udvalgte Afhandlinger, 1911
- Diodors romerske Aarbøger til Aar 302 før Kristi Fødsel, Kbh. 1912
- Paulus som forfatter og tænker, Kbh. 1913
- Æschines' og Demosthenes' Taler for Kransen, Kbh. 1917
- Christendommens oprindelse, Kbh. 1919
- Atheisme i det antike hedenskab, Kbh. 1919
- Søren Kierkegaards samlede Værker, Kbh. 1920-36
- Atheism in pagan antiquity, London 1922
- Die Überlieferung des Cyrillglossars, Kbh. 1936